# مهدي إسلامي (لاعب كرة قدم)
مهدي إسلامي (بالفارسية: مهدی اسلامی) هو لاعب كرة قدم إيراني في مركز حراسة المرمى، ولد في 5 مايو 1985 في يزد في إيران. لعب مع نادي استقلال طهران ونادي باس همدان ونادي شهرداري بندر عباس ونادي غسترش فولاد ونادي ماشين سازي.

## وصلات خارجية
- مهدي إسلامي (لاعب كرة قدم) على موقع قاعدة بيانات كرة القدم.إي يو (الإنجليزية)